# 哈伯梅爾峰
71°49′S 6°55′E / 71.817°S 6.917°E
哈伯梅爾峰（英語：Habermehl Peak）是南極洲的山峰，位於東部南極洲的毛德皇后地，屬於穆利格-霍夫曼山脈的一部分，處於格斯納峰以南5公里，海拔高度2,945米，該山峰由德國探險隊發現。